# عمر عبدالله شارمارک
عمر عبدالله شارمارک (انگلیسی: Omar Abdillahi Charmarke؛ زادهٔ ۱۹۵۴) دونده دو استقامت اهل جیبوتی است. وی در بازی‌های المپیک تابستانی ۱۹۸۴ شرکت کرده‌است.